# Rachel McMillan

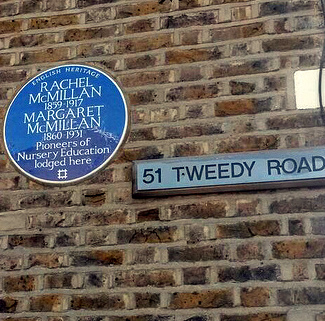
Blue Plaque für Rachel und Margaret McMillan, Bromley

Rachel McMillan  (* 5. März 1859 im Westchester County, New York; † 25. März 1917 in Deptford, London) war eine schottisch-britische Sozialreformerin und Pionierin der Vorschulerziehung. Das von ihr überlieferte Bild zu ihren Lebensleistungen wird von einer Mythenbildung ihrer Schwester Margaret McMillan dominiert, die diese in einer zehn Jahre nach ihrem Tod entstandenen Biografie konstruierte, das aber nicht den überlieferten Fakten entspricht.

## Leben
McMillan wurde als Tochter von James und Jean McMillan geboren. Ihre Eltern stammten aus Inverness, waren aber 1840 in die Vereinigten Staaten ausgewandert. Als sie vier Jahre alt war, starben ihr Vater und ihre Schwester Elizabeth an einer Scharlach-Epidemie. Daraufhin kehrte die Mutter mit ihren Töchtern Margaret und Rachel McMillan nach Schottland zurück, wo beide die Inverness High School besuchten. McMillan blieb dort bis zu ihrem fünfzehnten Lebensjahr, dann ging sie für drei Jahre als Lehrerin nach Coventry an ein Frauencollege.
Nach dem Tod ihrer Mutter und ihres Großvaters im Jahr 1877 kehrte sie nach Hause zurück, um ihre verwitwete Großmutter zu pflegen, eine Aufgabe, die sie elf Jahre lang übernahm. In diesen Jahren hatte sie über entfernte Cousins und Cousinen Kontakt zu sozialistischen Kreisen in Edinburgh. Nach dem Tod der Großmutter 1888 nahm McMillan eine Stelle als stellvertretende Heimleiterin in einem Wohnheim für arbeitende Mädchen in Bloomsbury, London, an. Danach begleitete sie anfangs ihre Schwester Margaret in Bradford, kehrte dann aber nach London zurück und schloss 1895 eine Ausbildung zur Inspector of Nuisances  am Sanitary Institute (Überprüfung von Beschwerden betreffend die öffentliche Gesundheit) ab. McMillan arbeitete 1895 einige Monate lang als Sekretärin des Women’s Industrial Council in Liverpool. 1896 nahm sie eine feste Stelle in Kent als Wanderlehrerin für Haushaltshygiene an.
McMillan wohnte in Bromley, und ihre Schwester zog zu ihr, als sie Bradford 1902 verließ. Durch die gemeinsame Wohnung hatte McMillan teil an den vielfältigen Kontakten zu Persönlichkeiten des Londoner Sozialismus, die Margaret McMillan pflegte, und trat mit ihr der neu gegründeten Labour Party bei.
1908 eröffneten McMillan und ihre Schwester die erste Schulklinik Englands in Bow, gefolgt von der Deptford Clinic im Jahr 1910. Es folgte ein Nachtlager, in dem Slumkinder sich waschen und saubere Nachtwäsche tragen konnten. 1914 gründeten die Schwestern das Open-Air Nursery School & Training Centre in Deptford für Kinder von achtzehn Monaten bis sieben Jahren und für erwachsene Auszubildende. McMillan arbeitete Vollzeit im Open-Air Nursery School & Training Centre. Schon lange bei schlechter Gesundheit war sie sehr erschöpft von der Leitungsaufgabe und der Pflege ihrer Schwester während einer schweren Krankheit. Sie starb am 25. März 1917 in ihrem Haus in Deptford und wurde auf dem Friedhof von Brockley beigesetzt.
In den folgenden zehn Jahren nach ihrem Tod konstruierte ihre Schwester Margaret ein völlig neues Bild ihrer Schwester, das in der 1927 erschienen Biografie Life of Rachel McMillan gipfelte. Darin ist McMIllan eine Pionierin der Kindergärtnerinnen- und Erzieherinnenausbildung, die dies aufgrund ihrer bewegenden Kindheit tut, in der ein „zerbrechliches Mädchen gerettet“ wird, was als Vorbild für die durch die Einrichtungen in Bradford und Deptford betreuten Kinder dient. McMillan war aber laut den überlieferten Fakten eine professionell und hart arbeitende Frau, die sich für Kinder, Bildung und Gesundheitsfragen einsetzte.
Margaret McMillan benannte die 1914 gegründete Vorschule in Rachel McMillan Nursery School um. und gründete im Mai 1930 in Deptford das Rachel McMillan College zur Ausbildung von Krankenschwestern und Lehrern.
Eine Blue plaque erinnert an McMillan und ihre Schwester Margaret an ihrem Wohnort in der Tweedy Road 51 in Bromley.